# Canthylidia cladotus
Canthylidia cladotus är en fjärilsart som beskrevs av Swinhoe 1901. Canthylidia cladotus ingår i släktet Canthylidia och familjen nattflyn. Inga underarter finns listade i Catalogue of Life.